# Kavisurjyanagar
Kavisurjyanagar è una città dell'India di 16.092 abitanti, situata nel distretto di Ganjam, nello stato federato dell'Orissa. In base al numero di abitanti la città rientra nella classe IV (da 10.000 a 19.999 persone).

## Geografia fisica
La città è situata a 19° 35' 52 N e 84° 45' 18 E.

## Società

### Evoluzione demografica
Al censimento del 2001 la popolazione di Kavisurjyanagar assommava a 16.092 persone, delle quali 8.301 maschi e 7.791 femmine. I bambini di età inferiore o uguale ai sei anni assommavano a 2.111, dei quali 1.089 maschi e 1.022 femmine. Infine, coloro che erano in grado di saper almeno leggere e scrivere erano 10.055, dei quali 5.949 maschi e 4.106 femmine.